# (5564) Hikari
(5564) Hikari est un astéroïde de la ceinture principale.

## Description
(5564) Hikari est un astéroïde de la ceinture principale. Il fut découvert le 9 novembre 1991 à Kushiro par Seiji Ueda et Hiroshi Kaneda. Il présente une orbite caractérisée par un demi-grand axe de 2,53 UA, une excentricité de 0,12 et une inclinaison de 7,6° par rapport à l'écliptique.

## Compléments